# Pierre Lambinet
Pour les articles homonymes, voir Lambinet.
Pierre Lambinet, né le 22 octobre 1742 à Tournes et mort à Mézières le 10 décembre 1813, est un bibliographe français.

## Biographie
Il entre en 1776 chez les Prémontrés mais les quitte finalement et s'installe à Bruxelles. 
Il publie en 1798 à Bruxelles des Recherches historiques, littéraires et critiques sur l'origine de l'imprimerie qui le rendent célèbres. L'ouvrage est réimprimé à Paris en 1818 (2 vol.).